# Sam Newfield
Sam Newfield, geboren als Samuel Neufeld, (* 6. Dezember 1899 in New York City, Vereinigte Staaten; † 10. November 1964 in Los Angeles) war ein US-amerikanischer Filmregisseur, spezialisiert auf B-Pictures. Gelegentlich verfasste er auch Drehbücher und produzierte Filme.

## Leben und Wirken
Samuel Neufeld, Sohn von Simon Neufeld, einem deutschsprachigen jüdischen Einwanderer aus Budapest, wuchs unter ärmlichen Bedingungen in New York auf. Nach dem Tod (Lungenentzündung) des Vaters sorgte Sams halbwüchsiger älterer Bruder Sigmund Neufeld für die Familie und konnte, nachdem er beim Film Fuß gefasst hatte, dort 1919 auch Sam unterbringen. Sam Neufeld, der frühzeitig seinen Namen in „Newfield“ amerikanisierte, begann in der Branche als Laufbursche, Ausstattungsassistent und Kleindarsteller. 1923 konnte Newfield erstmals Regie führen. Infolge von Sigmund Neufelds Schritt in die Unabhängigkeit als Filmproduzent wurde Bruder Sam sein Hausregisseur. Im Rahmen von Poverty-Row-Firmen wie der Producers Releasing Corporation (PRC) inszenierte Sam Newfield eine Fülle von Billigwestern und anderen B-Filmen. Mit einem Output von 250 bis 300 Filmen in seiner rund 35 Jahre umspannenden Karriere als Regisseur gilt der New Yorker als der produktivste Hollywood-Tonfilmregisseur der Geschichte; allein 1943 inszenierte er 18 abendfüllende Filme für die von seinem Bruder geführte Produktionsfirma. Dabei lagen die Produktionskosten Newfieldscher Inszenierungen oftmals bei unter 20.000 $.
1939 wagte Sam Newfield mit Hitler – Beast of Berlin auch einen Ausflug in das antinazistische Propagandakino, was ihm einigen Ärger mit dem Amerikadeutschen Bund einbrachte. Newfield wählte hier das Pseudonym Sherman Scott. Ein weiteres Pseudonym Newfields war Peter Stewart. Während des Zweiten Weltkriegs inszenierte Newfield eine Fülle von recht kurzen Billigstwestern mit dem kauzigen Al “Fuzzy” St. John in der tragenden Rolle des Sidekicks des Helden. Diese Streifen erfreuten sich bei einem anspruchsarmen und meist jungen Vorstadtpublikum großer Beliebtheit. Nach 1945 kamen Aufträge für Abenteuergeschichten und Kriminalfilme hinzu. In den 1950er Jahren inszenierte Newfield auch für das Fernsehen, darunter die kolonialistische und rassistische Serie „Ramar of the Jungle“, ein großer Publikumserfolg der Sendesaison 1953/54. Ende der 1950er Jahre, als das Billigkino seinen unaufhaltsamen Niedergang erlebte, konnte auch Newfield keine Regieaufträge mehr an Land ziehen. Als grenzenloser Glücksspieler bekannt, lebte er zuletzt in sehr bescheidenen Verhältnissen und wurde bis zu seinem Tod von seinem Bruder Sigmund finanziell unterstützt. Sam Newfield hatte noch einen weiteren Bruder sowie eine Schwester.

## Filmografie (Auswahl)
- 1926: Please Excuse Me (Kurzfilm)
- 1927: Ask Dad (Kurzfilm)
- 1928: Watch, George! (Kurzfilm)
- 1929: Magic (Kurzfilm)
- 1930: All Wet (Kurzfilm)
- 1931: Wedding Belles (Kurzfilm)
- 1932: Sweet Patootie (Kurzfilm)
- 1933: Reform Girl
- 1934: Marrying Widows
- 1934: Undercover Men
- 1935: Timber War
- 1935: Northern Frontier
- 1936: Federal Agent
- 1936: Ghost Patrol
- 1936: Border Caballero
- 1937: Guns in the Dark
- 1937: Boothill Brigade
- 1938: Songs and Bullets
- 1938: Thunder in the Desert
- 1939: Auf heißer Spur (Texas Wildcats)
- 1939: Der unheimliche Rächer (Flaming Lead)
- 1939: Hitler – Beast of Berlin
- 1940: Hold That Woman!
- 1940: Cowboys – Der Kampf um die Goldmine (Frontier Crusader)
- 1940: Fuzzy außer Rand und Band (Billy the Kid in Texas)
- 1941: Faustrecht in Texas (The Lone Rider Rides On)
- 1941: Gefährliches Spiel (The Lone Rider in Ghost Town)
- 1941: Fuzzy bricht den Terror (Billy the Kid's Fighting Pals)
- 1941: Fuzzy der Meistercowboy (Billy the Kid Wanted)
- 1941: Fuzzy der Unsterbliche (Billy the Kid in Santa Fe)
- 1941: Fuzzys großer Trick (The Lone Rider Fights Back)
- 1941: Schrecken über Colorado (The Lone Rider Ambushed)
- 1942: Fuzzy greift ein (The Lone Rider and the Bandit)
- 1942: Fuzzy jagt sich selbst (Billy the Kid Trapped)
- 1942: Fuzzy wird energisch (Texas Law)
- 1942: Gegen Willkür und Gewalt (Billy the Kid's Smoking Guns)
- 1942: The Mad Monster
- 1942: Um Leben und Tod (Law and Order)
- 1942: Für Recht und Gesetz (Sheriff of Sage Valley)
- 1942: Terror in Texas (Death Rides the Plains)
- 1943: Für Recht und Gesetz (Cattle Stampede)
- 1943: Tal der Vergeltung (Fugitive of the Plains)
- 1943: Um Leben und Tod (The Renegade)
- 1943: Teufel der Prärie (Raiders of Red Gap)
- 1943: Teufelsreiter von Mesa City (Devil Riders)
- 1943: Dead Men Walk
- 1943: Die Rache des Gorilla (Nabonga Gorilla)
- 1944: Fuzzy der Draufgänger (Valley of Vengeance)
- 1944: I Accuse My Parents
- 1944: The Monster Maker
- 1944: Texasbanditen (Thundering Gun Slingers)
- 1944: Todesritt in Texas (The Drifter)
- 1944: Swing Hostess
- 1945: Apology for Murder
- 1945: Prairie Rustlers
- 1945: White Pongo
- 1946: Fuzzy der Draufgänger (Ghost of Hidden Valley)
- 1946: Fuzzy, der Held des Westens (Terrors on Horseback)
- 1946: Fuzzy schreckt vor nichts zurück (Gentlemen with Guns)
- 1946: Gegen Willkür und Gewalt (Outlaw of the Plains)
- 1946: The Flying Serpent
- 1946: Lady Chaser
- 1947: Jungle Flight
- 1947: Three on a Ticket
- 1948: Miraculous Journey
- 1948: Gier nach Geld (Money Madness)
- 1949: Die China-Mission (State Department: File 649)
- 1949: Dem Rauschgift verfallen (She Shoulda Said No!)
- 1950: Jack der Killer (Western Pacific Agent)
- 1950: Gangster von Chicago (Hi-Jacked)
- 1950: Radar-Geheimpolizei (Radar Secret Service)
- 1951: Three Desperate Men
- 1951: Mask of the Dragon
- 1952: Tolle Texasgirls (Outlaw Women)
- 1952: Vom Täter fehlt jede Spur (Lady in the Fog)
- 1953: Ramar of the Jungle (Fernsehserie, 14 Folgen)
- 1955: Der Sheriff von Lincoln-City (Last of the Desperados)
- 1956: Bankraub in Mexiko (The Three Outlaws)
- 1956: Frontier Gambler
- 1957: Hawkeye and the Last of the Mohicans (Fernsehserie)
- 1957: The Pathfinder and the Mohican
- 1958: Wolf Dog
- 1958: Flaming Frontier